# Zaręby (województwo podlaskie)
Zaręby – wieś w Polsce położona w województwie podlaskim, w powiecie siemiatyckim, w gminie Dziadkowice.
W latach 1975–1998 miejscowość należała administracyjnie do województwa białostockiego.
Według Powszechnego Spisu Ludności z 1921 roku wieś zamieszkiwało 176 osób, wśród których 172 było wyznania rzymskokatolickiego, 1 prawosławnego a 3 mojżeszowego. Jednocześnie 175 mieszkańców zadeklarowało polską przynależność narodową a 1 białoruską. Było tu 34 budynków mieszkalnych.
Wierni kościoła rzymskokatolickiego należą do parafii Trójcy Przenajświętszej w Dziadkowicach.